# Marianna Efstratiou
Marianna Efstratiou (em grego:  Μαριάννα Ευστρατίου) Atenas, 1962 -) é uma cantora grega., ligada em várias ocasiões ao Festival Eurovisão da Canção. Em 1987, surgiu como membro do coro ao duo Bang. Efstratiou venceu a final nacional grega em 1989, vencndo a super-estrela Anna Vissi, e representou a Grécia no Festival Eurovisão da Canção 1989, em Lausana, com a canção "To diko sou asteri". A canção classifcou-se em nono lugar. Em 1996, a ERT selecionou-a novamente para representar a Grécia, desta vez com a canção Emeis Forame to Himona Anixiatika,tendo a canção terminado em décimo-quarto lugar, em Oslo.  Efstratiou cantou várias canções na final grega em 1998,  mas não conseguiu vencer.
Ela trabalhou com  Mimmis Plessas. Ela lançou dois discos e um single de promoção. O seu primeiro álbum foi uma cover de  "Twist In My Sobriety", originalmente cantado por Tanita Tikaram. Efstratiou participou na peça teatral "Pornography" de Manos Hatzidakis. Na atualidade, ela é líder do conjunto de jazz "Nova Mood".

## Discografia
- 1982-Pornografia (music and songs from the play by Manos Hatzidakis.
- 1984-Big Alice (as a band with Costas Bigalis)
- 1984-I Miss You/maxi single
- 1985-Talk About Love/maxi single
- 1989-Kathe telos einai mia arhi
- 1993-Giro apo esena
- 1996-Emeis forame to heimona anoixiatika/promo single.